# Świńskie Głowy
Świńskie Głowy (dawniej Świniegłowy, niem. Drei Schweinsköpfe) – nieistniejąca już osada w Gdańsku, na terenie dzielnicy Chełm.

## Historia
Świńskie Głowy znajdowały się na gruntach dawnej wsi Maćkowy, która została przyłączona w granice administracyjne miasta w 1973. Należy do okręgu historycznego Wyżyny. Pierwszym dzierżawcą założonej w roku 1597 osady był Konstantyn Ferber posiadający w rodowym herbie trzy odcięte świńskie głowy.